# Коичи Хаширатани
Коичи Хаширатани (јап. 柱谷 幸一; 1. март 1961) јапански је фудбалер.

## Каријера
Током каријере је играо за Нисан, Урава Ред Дајмондс и Кашива Рејсол.

## Репрезентација
За репрезентацију Јапана дебитовао је 1981. године. За тај тим је одиграо 29 утакмица и постигао 3 гола.

## Статистика
| Јапан  | Јапан   | Јапан  |
| Година | Наступи | Голови |
| ------ | ------- | ------ |
| 1981.  | 9       | 0      |
| 1982.  | 3       | 0      |
| 1983.  | 1       | 0      |
| 1984.  | 5       | 1      |
| 1985.  | 9       | 2      |
| 1986.  | 2       | 0      |
| Укупно | 29      | 3      |